# رينيه فوكس
رينيه فوكس (بالإنجليزية: Renée Fox)‏ هي عالمة اجتماع أمريكية، ولدت في 15 فبراير 1928.